# Maroun Merhej
Maroun „Gh“ Merhej (arabisch مارون مرهج, * 17. Juni 1995) ist ein libanesischer E-Sportler, der in der Disziplin Dota 2 für Team Nigma antritt und mit Team Liquid The International 2017 gewonnen hat. Mit über 4.200.000 US-Dollar erspielten Preisgeldern gehört Merhej zu den zehn erfolgreichsten E-Sportlern nach Preisgeld.

## Karriere
Merhej begann 2013 professionell Dota 2 zu spielen und trat 2014 dem libanesischen Team E-LAB bei, das als erste Organisation im Mittleren Osten gilt, die ein Dota-2-Team unter Vertrag genommen und gesponsert hat. Er konnte mit E-LAB erste Siege in regionalen Wettkämpfen erzielen, der Durchbruch zu internationalem Erfolg blieb jedoch aus. Ende 2016 nahm Merhej als Ersatzspieler für Team Liquid unter anderem an der sechsten Ausgabe der DreamLeague teil, trug maßgeblich zum Turniersieg bei und wurde in der Folge ab Anfang 2017 fester Bestandteil des Team. Durch gute Ergebnisse in der ersten Jahreshälfte nahm er mit seinem Team als einer der Favoriten bei The International 2017 teil und konnte durch den Sieg den größten Erfolg seiner Karriere feiern. Bei dem zu diesem Zeitpunkt höchstdotierten E-Sports-Turnier, erspielte Merhej einen Anteil am Preisgeld von über 2.100.000 US-Dollar. Bis September 2019 gewann er mit Team Liquid dreizehn Turniere und schloss die folgenden Ausgaben von The International auf dem vierten und zweiten Platz ab, wodurch Merhej in seiner Zeit bei diesem Team über 4.000.000 US-Dollar Preisgeld gewinnen konnte. Im November 2019 wurde bekanntgegeben, dass Merhej und seine Mitspieler Team Liquid verlassen und eine eigene Organisation gründen werden. Mit Team Nigma konnte er 2020 bei drei Turnieren den ersten Platz erreichen, verpasste jedoch die Qualifikation zu The International 10.

## Erfolge (Auswahl)
| Datum     | Platz | Turnier                      | Preisgeld   |
| --------- | ----- | ---------------------------- | ----------- |
| Nov. 2016 | 1.    | Dream League Season 6        | 018.000 $   |
| Juni 2017 | 1.    | EPICENTER 2017               | 050.000 $   |
| Aug. 2017 | 1.    | The International 2017       | 2.172.536 $ |
| Jun. 2018 | 1.    | China Dota 2 Supermajor 2018 | 0111.000 $  |
| Aug. 2018 | 4.    | The International 2018       | 0357.450 $  |
| Aug. 2019 | 2     | The International 2019       | 0892.581 $  |

| Datum     | Platz | Turnier                                | Preisgeld |
| --------- | ----- | -------------------------------------- | --------- |
| Jan. 2020 | 1.    | WePlay! Bukovel Minor 2020             | 14.400 $  |
| Feb. 2020 | 1.    | WePlay! Dota 2 Tug of War: Mad Moon    | 26.000 $  |
| Juli 2020 | 1.    | OGA Dota Pit 2020 Season 2: Europe CIS | 14.174 $  |